# Ski-Orientierungslauf-Weltmeisterschaften 1988
Die 7. Ski-Orientierungslauf-Weltmeisterschaften fanden vom 2. März bis 6. März 1988 in Kuopio, Finnland statt.
Finnland war damit zum zweiten Mal nach 1975 (Austragungsort Hyvinkää) Austragungsort einer Weltmeisterschaft im Ski-Orientierungslauf.
Mit dem Kurzdistanzrennen wurde ein neuer Wettbewerb ins Wettkampfprogramm aufgenommen.

## Herren

### Kurzdistanz
| Platz | Land | Athlet            | Zeit      |
| ----- | ---- | ----------------- | --------- |
| 1     | FIN  | Hannu Koponen     | 44:56 min |
| 2     | NOR  | Vidar Benjaminsen | 45:00 min |
| 3     | FIN  | Anssi Juutilainen | 45:01 min |
| 4     | SWE  | Stig Mattsson     | 45:28 min |
| 5     | NOR  | Lars Lystad       | 45:41 min |
| 6     | NOR  | Erlend Slokvik    | 46:02 min |

Titelverteidiger: (neuer Wettbewerb)

Länge: 9,2 km

Höhenmeter: 330

Posten: 11

Teilnehmer: 63

### Langdistanz
| Platz | Land | Athlet            | Zeit      |
| ----- | ---- | ----------------- | --------- |
| 1     | FIN  | Anssi Juutilainen | 1:37:34 h |
| 2     | FIN  | Hannu Koponen     | 1:38:44 h |
| 3     | SWE  | Anders Björkman   | 1:38:47 h |
| 4     | SWE  | Stig Mattsson     | 1:38:53 h |
| 5     | NOR  | Lars Lystad       | 1:39:49 h |
| 6     | URS  | Iwan Kusmin       | 1:41:12 h |

Titelverteidiger:  Claes Berglund

Austragungsort: Kaislastenlahti-Rytky

Länge: 21,6 km

Höhenmeter: 520

Posten: 9

Teilnehmer: 63

### Staffel
| Platz | Land | Athleten                                                      | Zeit      |
| ----- | ---- | ------------------------------------------------------------- | --------- |
| 1     | FIN  | Hannu Koponen Juha Kirvesmies Mikko Kosonen Anssi Juutilainen | 3:58:40 h |
| 2     | SWE  | Stig Mattsson Claes Berglund Anders Björkman Jonas Bauer      | 4:09:25 h |
| 3     | NOR  | Kjetil Ulven Lars Lystad Erlend Slokvik Vidar Benjaminsen     | 4:10:55 h |
| 4     | URS  | Iwan Kusmin Alexander Leiwtsew Nikolai Luzin Michail Zorin    | 4:18:10 h |
| 5     | BUL  | Krum Sergijew Lubomir Dejanow Nikolai Kondew Ingat Orlow      | 4:18:10 h |
| 6     | TCH  | Radovan Kunc Arno Fisera Ivan Smaus Zdenek Zuzanek            | 4:23:49 h |

Titelverteidiger:  Sigurd Dæhli, Lars Lystad, Audun Knutsen, Vidar Benjaminsen

Austragungsort: Harminalahti-Rytky

Länge: 4 Strecken à 11,6 bis 11,9 km

Teilnehmer: 14 Staffeln

## Damen

### Kurzdistanz
| Platz | Land | Athlet            | Zeit      |
| ----- | ---- | ----------------- | --------- |
| 1     | NOR  | Ragnhild Bratberg | 36:01 min |
| 2     | FIN  | Virpi Juutilainen | 37:29 min |
| 3     | FIN  | Sirpa Kukkonen    | 37:38 min |
| 4     | BUL  | Pepa Miluschewa   | 38:06 min |
| 5     | SWE  | Arja Hannus       | 38:17 min |
| 6     | NOR  | Anne K. Svingheim | 38:29 min |

Titelverteidigerin: (neuer Wettbewerb)

Länge: 6,7 km

Höhenmeter: 180

Posten: 8

Teilnehmerinnen: 35

### Langdistanz
| Platz | Land | Athlet            | Zeit      |
| ----- | ---- | ----------------- | --------- |
| 1     | FIN  | Virpi Juutilainen | 1:00:48 h |
| 2     | NOR  | Ragnhild Bratberg | 1:01:24 h |
| 3     | FIN  | Sirpa Kukkonen    | 1:03:08 h |
| 4     | SWE  | Maria Bergfalt    | 1:03:48 h |
| 5     | FIN  | Anne Benjaminsen  | 1:05:26 h |
| 6     | NOR  | Toril Hallan      | 1:06:24 h |

Titelverteidigerin:  Ragnhild Bratberg

Austragungsort: Kaislastenlahti-Rytky

Länge: 12,1 km

Höhenmeter: 280

Posten: 6

Teilnehmerinnen: 36

### Staffel
| Platz | Land | Athleten                                                      | Zeit      |
| ----- | ---- | ------------------------------------------------------------- | --------- |
| 1     | FIN  | Sirpa Kukkonen Anne Benjaminsen Virpi Juutilainen             | 2:16:54 h |
| 2     | NOR  | Anne K. Svingheim Toril Hallan Ragnhild Bratberg              | 2:17:19 h |
| 3     | SWE  | Ann-Charlotte Carlsson Arja Hannus Maria Bergfält             | 2:33:49 h |
| 4     | URS  | Riju Johansson Nadezewa Lewitsewa Walentina Bliznewskaja      | 2:33:49 h |
| 5     | BUL  | Dimitrenka Schristowa Mariela Tschillingirowa Pepa Miluschewa | 2:35:50 h |
| 6     | SWE  | Rita Nones Paola Nones Cristina Vanzo                         | 2:43:45 h |

Titelverteidiger:  Toril Hallan, Ellen-Sofie Olsvik, Ragnhild Bratberg

Austragungsort: Harminalahti-Rytky

Länge: 3 Strecken à 7,9 km

Teilnehmer: 9 Staffeln

## Medaillenspiegel
| Platz | Land     | Gold | Silber | Bronze | Gesamt |
| ----- | -------- | ---- | ------ | ------ | ------ |
| 1     | Finnland | 5    | 2      | 3      | 10     |
| 2     | Norwegen | 1    | 3      | 1      | 5      |
| 3     | Schweden | -    | 1      | 2      | 3      |

## Erfolgreichste Teilnehmer
| Platz | Athlet/in         | Gold | Silber | Bronze | Gesamt |
| ----- | ----------------- | ---- | ------ | ------ | ------ |
| 1     | Virpi Juutilainen | 2    | 1      | -      | 3      |
| 1     | Hannu Koponen     | 2    | 1      | -      | 3      |
| 3     | Anssi Juutilainen | 2    | -      | 1      | 3      |
| 4     | Ragnhild Bratberg | 1    | 2      | -      | 3      |
| 5     | Sirpa Kukkonen    | 1    | -      | 2      | 3      |